# RegioNS
RegioNS was een samenwerkingsverband van ongeveer 50 personeelsleden van de Nederlandse Spoorwegen in Zutphen, dat in een grote mate van zelfstandigheid de spoorlijn tussen Apeldoorn en Zutphen (Oosterspoorweg) exploiteerde. Eind 2012 werd de lijn tussen Apeldoorn en Zutphen overgenomen door Arriva, waarna een eind kwam aan RegioNS.

## Historie
De lijn is geopend in 1876 maar had aan het begin van de 21e eeuw last van teruglopende reizigersaantallen. Om de concessie voor deze lijn bij NS te behouden werd RegioNS opgericht. Hoewel onder de vlag van NS werd gereden wilde de groep zich toch graag onderscheiden, vandaar dat werd gekozen voor de naam RegioNS. Een naam die betrokkenheid met NS uitstraalde en toch de zelfstandigheid van de betrokken medewerkers weergaf. Op 9 december 2012 nam Arriva de spoorlijn over met nieuwe GTW treinstellen en viel het doek voor RegioNS.

## Materieel
Er werd gereden met DM '90 "Buffel". Deze reden in NS kleurstelling met reclame van Ervaar het OV erop. Ook waren de digitale koersborden vervangen door stickers met de tekst "Zutphen - Apeldoorn V.V". In de treinstellen op dit traject was het toilet afgesloten.